# E-kanot
E-kanot är en segelkanot.
Regeln beskriver i kort sammanfattning E-kanoten som en heldäckad farkost, utan akterspegel och försedd med uppdragbart centerbord och roder. E-kanoten är campingbar.

## Dimensioner och vikt
| Skrovets längd:   | 5,5 - 6,0 meter   |
| Skrovets bredd:   | 1,50 - 1,75 meter |
| Minsta skrovvikt: | 130 kg            |
| Segelyta max:     | 13,00 m²          |

Måttbestämmelser Maxlängd (l.ö.a.)		6,00 m
Minimilängd		5,50 m Största bredd		1,75 m
Minimibredd		1,50 m Höjd inombords	max	500 mm
Höjd inombords	min	400 mm Däckskurva tvärskepps	max	150 mm
Flyttankar bärkraft	min	200 l Skrovvikt	min	130 kg
Sittrummet	min	1,10 m Sidodäckets bredd	min	250 mm
Maxmått mellan sittbrädornas ytterkant	max	2,55 m Segelyta	max	13m2
Mastlikets längd	max	7,00 m